# Джаллар
Джалла́р (укр. Джалар) — левый приток реки Когильник, расположенный на территории Болградского (ранее — Арцизского) и Белгород-Днестровского (ранее — Саратского) районов (Одесская область, Украина).

## География
Длина — 21 или 29 км. Площадь бассейна — 86,1 км². Русло реки (отметки уреза воды) в среднем течении (пруд севернее села Введенка) находится на высоте 43,5 м над уровнем моря. Долина местами с обрывистыми берегами, изрезана балками и промоинами, задернованные уступы (бровки). Русло извилистое, на протяжении всей длины пересыхает, в нижнем течении выпрямлено в канал (канализировано). На реке создано несколько прудов и водохранилище (западнее села Новоселовка). По состоянию местности на 1985 год, плотина (земляная) водохранилища длиной 410 м, шириной по верху 3 м; отметка верхнего уровня воды водохранилища 23,9, нижнего — 21,0.
Берёт начало севернее села Вознесенка-Первая и западнее села. Река течёт на юг. Впадает в реку Когильник (на 27-м км от её устья) юго-восточнее села Долиновка.
Притоки: (от истока к устью) нет крупных.
Населённые пункты (от истока к устью):
1. Вознесенка-Первая
2. Вишняки